# Radacz
Radacz (deutsch Raddatz) ist ein Dorf in der polnischen Woiwodschaft Westpommern. Es gehört zu der Gmina Borne Sulinowo (Stadt- und Landgemeinde Groß Born) im Powiat Szczecinecki (Neustettiner Kreis).

## Geographische Lage
Das Dorf liegt in Hinterpommern, etwa 130 Kilometer östlich von Stettin und etwa 10 Kilometer westlich von Szczecinek (Neustettin). Östlich des Dorfes liegt der Jezioro Radacz (Raddatzsee). 

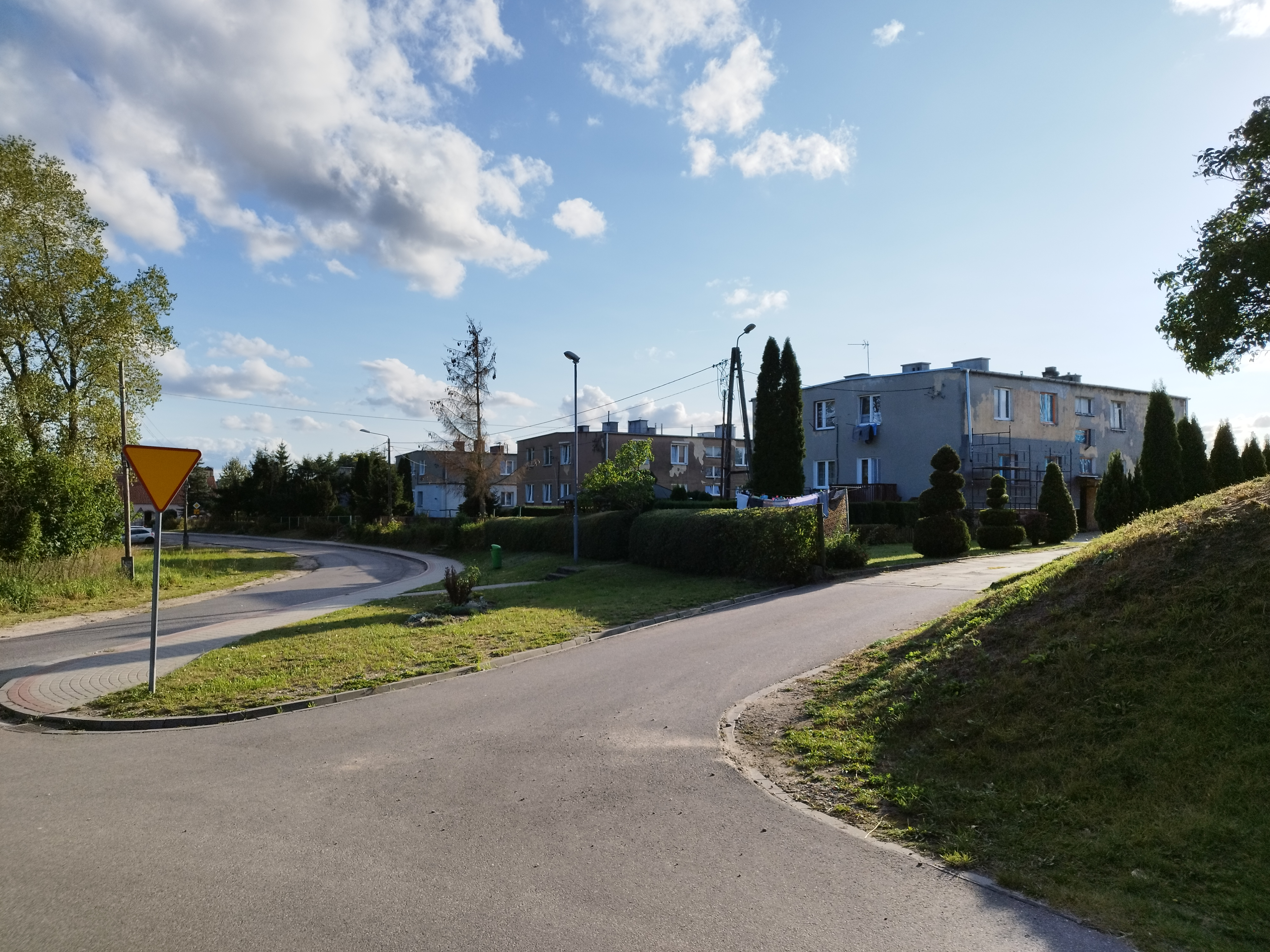
Häuser an einer Straßenkreuzung

## Geschichte
Das Dorf wurde erstmals im Jahre 1403 genannt. Es war ein Lehen der uradligen Familie von Kleist, die es seit 1621 in Besitz hatte.
Auf der Lubinschen Karte von 1618 ist Raddatz eingetragen. 
In Ludwig Wilhelm Brüggemanns Ausführlicher Beschreibung des gegenwärtigen Zustandes des Königlich-Preußischen Herzogtums Vor- und Hinterpommern (1784) ist Raddatz unter den adligen Wohnsitzen des Neu-Stettinschen Kreises aufgeführt. In Raddatz gab es damals ein Vorwerk, also den Gutsbetrieb, neun Vollbauernstellen, sechs Halbbauernstellen, einen Krug und eine Schmiede. Zu Raddatz gehörten ferner die auf der Feldmark gelegenen Vorwerke Bramstädt, Neuendorf, Vor-Pankow und Hinter-Pankow sowie die Bramstädtsche Mühle, eine Wassermühle. Insgesamt gab es hier 27 Haushaltungen („Feuerstellen“).
Besitzer des Ritterguts war seit 1834 Xaver von Kleist, der es noch 1854 besaß. Um 1884 befand sich das Gut mit Branntweinbrennerei im Besitz der Familie Goltz. 1896 wird Louis Caminer als Besitzer genannt.
Im Jahr 1865 erhob der preußische Fiskus in der Landgemeinde Raddatz eine Grundsteuer in Höhe von 66 Reichstalern, 19 Silbergroschen und zwei Pfennigen und im Gutsbezirk Raddatz eine Grundsteuer von 125 Reichstalern, einem Silbergroschen und sechs Pfennigen.
Am 1. April 1927 betrug die Flächengröße des Ritterguts Raddatz 1024 Hektar, und am 16. Juni 1925 hatte der Gutsbezirk 225 Einwohner. Gutsbesitzer W. Moltrecht ließ 1928 einen neuen hölzernen Rindviehstall errichten.

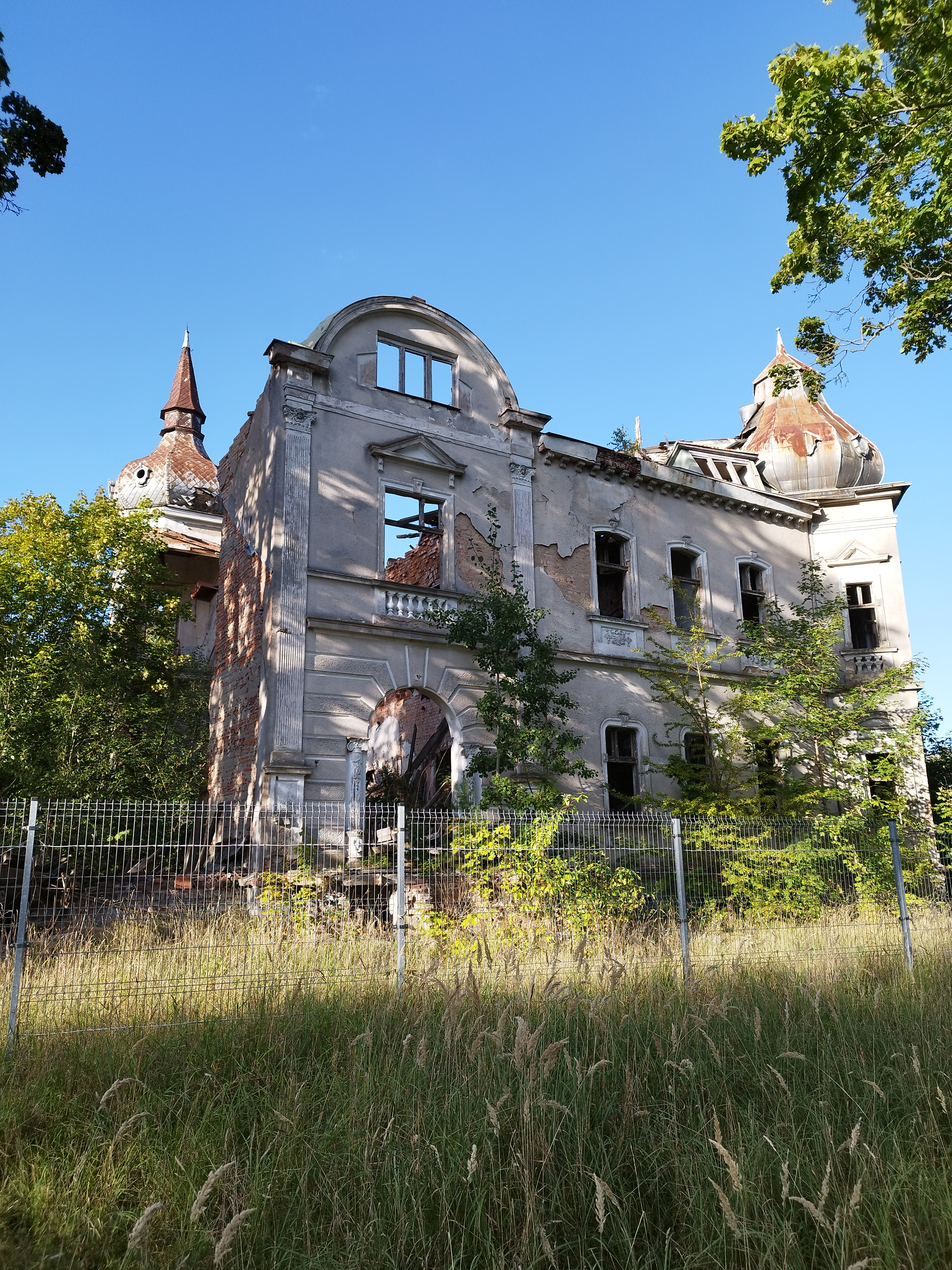
Ruine des Herrenhauses des ehemaligen Ritterguts Raddatz (Aufnahme 2023)

Die Gemeinde Raddatz hatte um 1930 einer Flächengröße von 21,7 km². Innerhalb der Gemeindegrenzen standen zusammen 49 bewohnte Wohnhäuser an fünf verschiedenen Wohnorten:
1. Bramstädt
2. Bramstädter Mühle
3. Grünewiese
4. Neuendorf
5. Raddatz

Im Jahr 1945 gehörte die Landgemeinde Raddatz zum Landkreis Neustettin im Regierungsbezirk Köslin der preußischen Provinz Pommern des Deutschen Reichs. Raddatz war dem Amtsbezirk Juchow zugeordnet. 
Im Frühjahr 1945 wurde Raddatz von der Roten Armee besetzt. Nach Beendigung der Kampfhandlungen wurde die Region seitens der sowjetischen Besatzungsmacht zusammen mit ganz Hinterpommern und der südlichen Hälfte Ostpreußens der Volksrepublik Polen zur Verwaltung überlassen. Es wanderten nun Polen zu. Raddatz wurde unter der polonisierten Ortsbezeichnung ‚Radacz‘ verwaltet. Die einheimische Bevölkerung wurde von der polnischen Administration aus Raddatz vertrieben.

### Demographie
| Jahr | Einwohner | Anmerkungen |
| ---- | --------- | --- |
| 1783 | —         | adliger Wohnsitz mit 25 Feuerstellen (Haushaltungen) und einer 1746 erbauten Filialkirche von Persanzig             |
| 1818 | 252       | Kirchdorf, adlige Besitzung                                                                                         |
| 1825 | 279       | Dorf, mit den Vorwerken Neuendorf, Ober- und Nieder-Pankow                                                          |
| 1852 | 456       | [ 11 ] |
| 1864 | 446       | am 3. Dezember, Gemeinde- und Gutsbezirk zusammen                                                                   |
| 1867 | 376       | am 3. Dezember, davon 268 in der Landgemeinde und 108 im Gutsbezirk                                                 |
| 1871 | 404       | am 1. Dezember, davon 263 in der Landgemeinde (sämtlich Evangelische) und 141 im Gutsbezirk (sämtlich Evangelische) |
| 1885 | 421       | am 1. Dezember, davon 267 in der Landgemeinde (sämtlich Evangelische) und 154 im Gutsbezirk (sämtlich Evangelische) |
| 1910 | 419       | am 1. Dezember, davon 193 im Gemeindebezirk und 226 im Gutsbezirk                                                   |
| 1925 | 543       | sämtlich Evangelische                                                                                               |
| 1933 | 454       | [ 16 ] |
| 1939 | 425       | [ 16 ] |

## Sehenswürdigkeiten

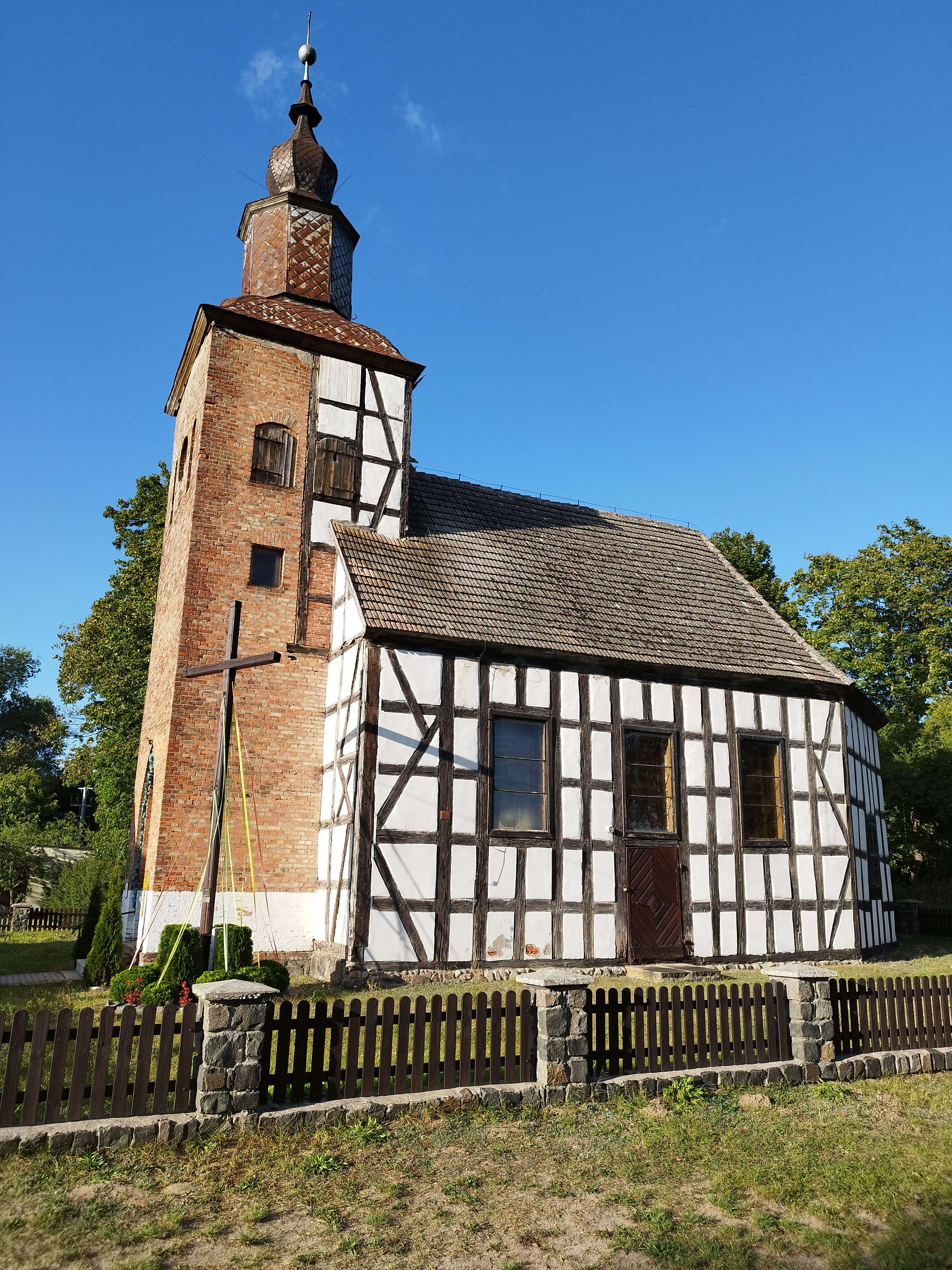
Dorfkirche, bis 1945 Gotteshaus der evangelischen Gemeinde Raddatz

- Kirche, ein Fachwerkbau aus dem Jahre 1744. Hier befand sich seit wohl 1747 eine Kanzel, die aus einem Prunkwagen des polnischen Königs Johann III. Sobieski gearbeitet war, den ein Angehöriger der Familie Kleist erworben hatte.[17] Der Sage nach soll König Friedrich II. den Triumpfwagen dem Generalfeldmarschall Alexander von Kleist, Erbauer der Kirche, unter der Bedingung überlassen haben, dass er daraus eine Kanzel fertigen lässt.[18][19]

## Persönlichkeiten: Söhne und Töchter des Ortes
- Henning Alexander von Kleist (1676/1677–1749), preußischer Generalfeldmarschall und Träger des Pour le Merite
- Henning Alexander von Kleist (1707–1784), preußischer Generalleutnant und Träger des Pour le Merite